# Дом отдыха «40 лет Октября»
Дом о́тдыха «40 лет Октября́» — посёлок в Суровикинском районе Волгоградской области России. Входит в состав Нижнечирского сельского поселения.

## Население
| 2010 |
| ---- |
| 10   |